# 魏光焘故居
魏光焘故居，又作魏午庄故居，位于中国湖南省隆回县，是晚清原陕甘总督、云贵总督、两江总督、闽浙总督魏光焘生长的地方，于2002年被列为湖南省文物保护单位。

## 历史沿革
清嘉庆末年，魏光焘故居始建。咸丰年间，魏光焘为官后逐步增建。
中华人民共和国成立后，故居一部分被改作金潭中学，剩余部分给23户贫农、雇农。1955年，故居后正屋毁于火灾。2018年，省县共出资80万对故居进行抢救修缮。2022年，县政府募捐350万元，回收故居产权，腾退故居内33户住户。2023年，县文物局从上级申请到400余万元对故居保护修缮。2024年4月24日，魏光焘故居暨生平事迹陈列馆开馆。2024年10月19日，魏光焘曾外孙、画家李自健捐赠魏光焘塑像一尊。
1982年3月，魏午庄故居被公布为隆回县文物保护单位。2002年，魏午庄故居被列为湖南省文物保护单位。2024年，增补魏光焘墓为湖南省文物保护单位，合并为魏午庄故居及墓。

## 建筑规制
故居占地面积6300平方米，建筑面积2024平方米，依山而建，东邻金水，坐西面东，前低后高，左右对称。故居为砖木结构，前后四重，屋顶为歇山或悬山，覆小青瓦，窗花等雕刻有鸟兽花草。院前开三门，正中槽门，左右牌坊式侧门。房屋原有100余间，今存40余间。
魏源故居与魏光焘故居分列金水左右，相距1.5千米，魏光焘为魏源族孙。